# Chartreuse d'Aggsbach

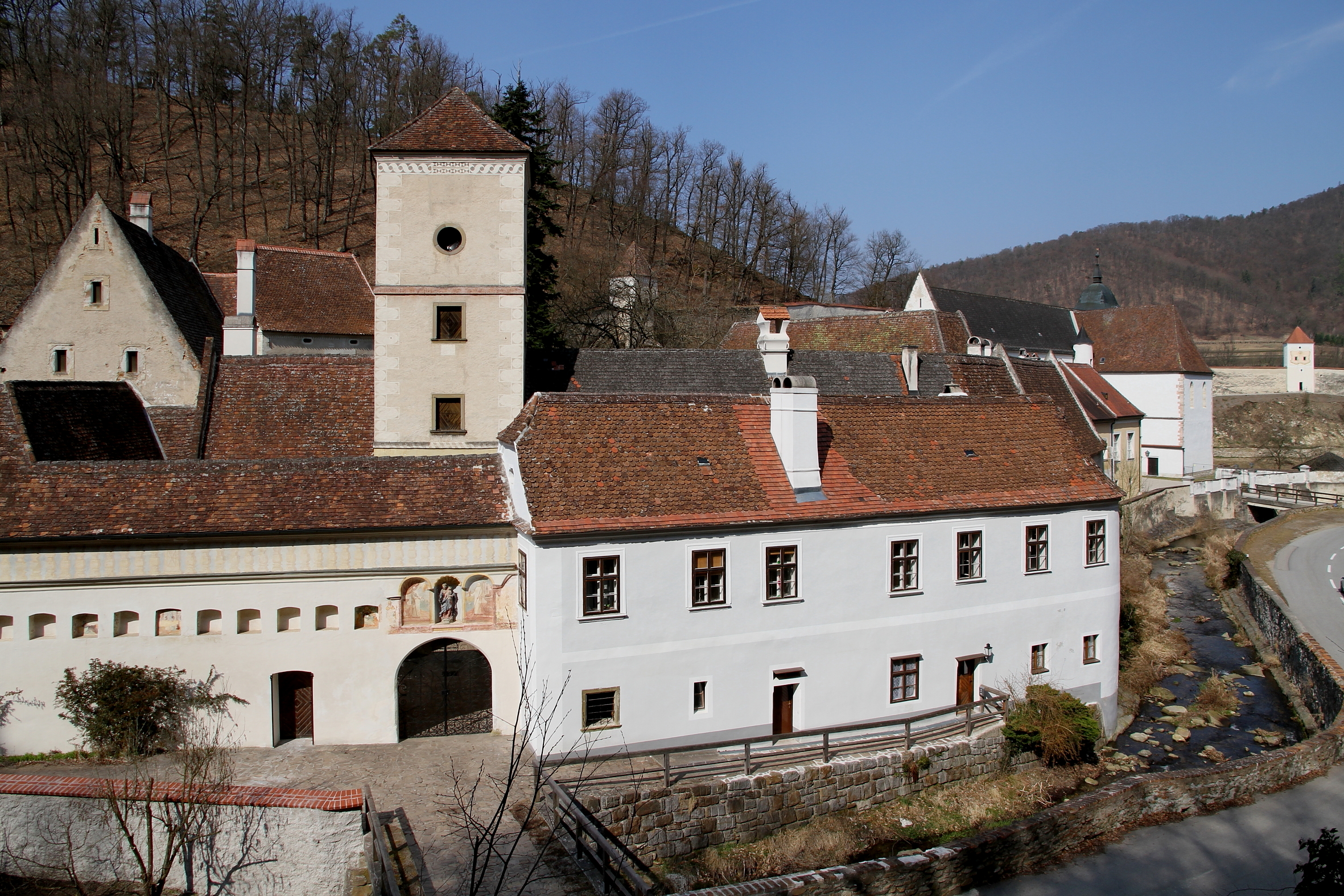
Vue de l'ancienne chartreuse en 2012 (côté Est)

La chartreuse d'Aggsbach (Kartause Aggsbach) est un ancien monastère de chartreux situé en Basse-Autriche à Aggsbach Dorf.

## Histoire

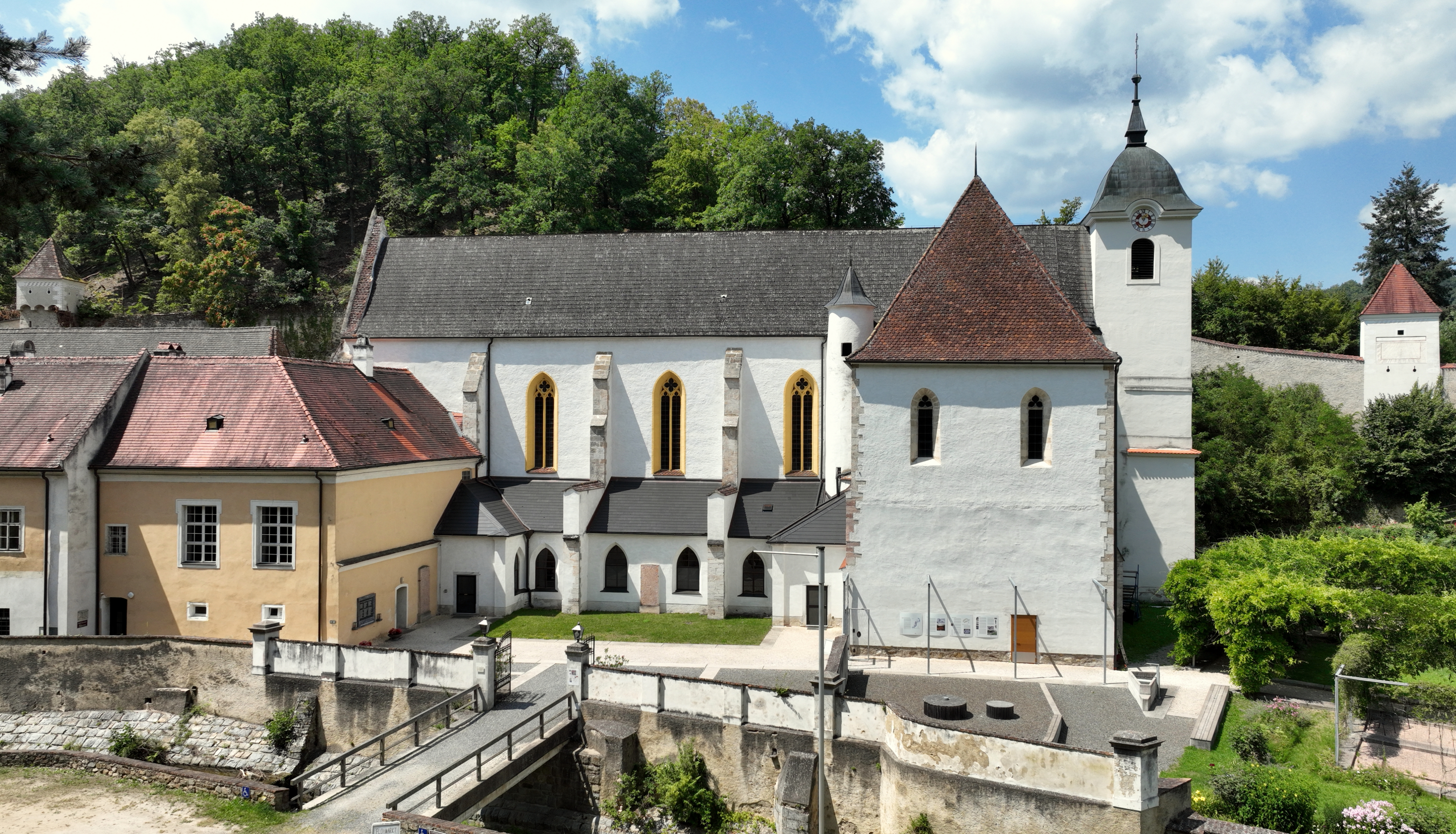
Église de l'ancienne chartreuse

Le monastère est fondé en 1380 par Heidenreich de Maissau. Son prieur de 1385 à 1387 est Michel de Prague. Le fameux Vincent d'Aggsbach (1389-1464) y a vécu toute sa vie et y a composé des écrits théologiques. Il en a été également prieur. Il a pris la défense d'Hugues de Balma dans la controverse de la Docte ignorance et s'est opposé à Jean Gerson.
La chartreuse possède de nombreux domaines au fil des siècles qui lui sont légués ou octroyés, comme les terres seigneuriales de Purgstall, Seiterndorf, Großmugl, Külb, Kühbach et Strohdorf. Elle en avait douze en 1723.
Joseph II, adepte des Lumières en application du joséphisme et du despotisme éclairé, décide de supprimer les ordres religieux et les congrégations ou d'en tarir le recrutement. La chartreuse est donc confisquée en 1782 et les moines dispersés. Une partie des bâtiments sert de résidence seigneuriale, une autre de cure paroissiale; mais le cloître et les cellules sont démolis. L'église devient simple église paroissiale et se voit coiffée d'un clocher. Des recherches effectuées en 2010 par l'office du patrimoine ont démontré que le clocher a été bâti grâce aux pierres des anciennes cellules démolies.
L'ancienne chartreuse abrite aujourd'hui un musée des Chartreux et des espaces loués pour des conférences, des séminaires, des réceptions, etc.

## Bibliographie

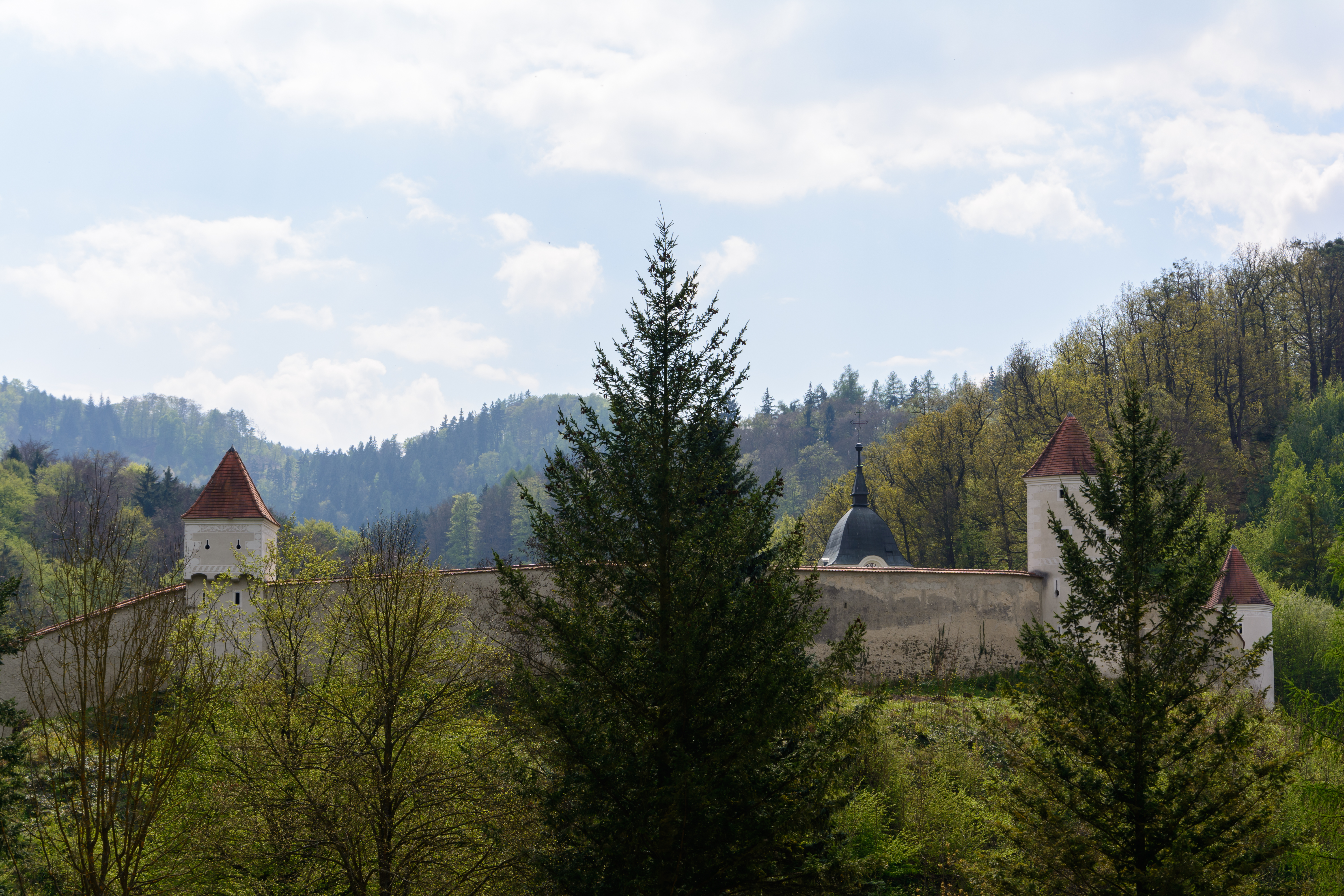
Vue de l'Est